# 안티오코스 10세 에우세베스
안티오코스 10세 에우세베스 필로파토르(Ἀντίοχος Εὐσεβής Φιλοπάτωρ)는 그리스계 국가인 셀레우코스 제국의 지배자로 마지막 셀레우코스 왕족들 가운데 얽힌 골육상쟁의 경쟁자였다. 기원전 95년 그의 치세가 시작되며 그의 첫 성취는 사촌 셀레우코스 6세 에피파네스를 격파한 것이다. 그리하여 그의 부왕 키지케누스 안티오코스 10세의 근년의 죽음을 복수하였다.
그가 취한 별칭은 그의 이야기의 많은 것을 말해 준다. 에우세베스(그의 아버지의 이름이기도 하다.) 그리고 피로파토르(아버지의 사란) 둘다 그의 부왕을 존경하였다. 그 후 그는 안티오크와 그 주변을 다스렸고 끊임없이 셀레우코스 6세의 네 형제들과 나바태안 그리고 파르티아 인들과 싸웠다.
그의 실권의 연대는 불분명하다. 요세푸스는 그가 기원전 90년 파르티아 인들과 싸우다가 전사하였다고 기록하였고 안티오코스의 소유권은 그 당시 필리포스 1세 필라델푸스에게로 넘어 갔다.
반면 예를 들어서 아피안은 그가 아르메니아 왕 티그라네스가 기원전 83년 시리아를 침입하였을 때 패배하였다고 말하지만 그 경우 그동안 그의 활동은 알려져 있지 않다. 안티오코스 10세의 왕자 안티오코스 13세 아시아티쿠스는 로마의 장군 폼페이가 티그라네스를 격파한 후 시리아에 객왕으로 세워졌다.